# 関谷透
関谷 透（せきや とおる、1931年7月19日 - 2016年8月8日）は、日本の精神科医、著作家。精神科医で法政大学教授の関谷秀子は実娘。

## 来歴
昭和六年(1931年)旧満州の奉天にて父・秋治郎と母のもとに3人兄弟の第2子として生まれる。父・秋治郎は満州で軍人をしていた伯父により満州に来るように勧められ、満州医科大学を受験し合格して第一期生となった。その後満州医科大学卒、病理学研究室に所属していたが大学から派遣される形で官僚となった。父・秋治郎は結婚し3人の子供をもうけた(透は2番目の子供。他に姉と弟がいる)。一家は満州、新京、ハルビンと住まいを転居していった。透は小学校に上がった時に担任の先生に将来何になりたいか、と訊かれ「僕は医者になります」と答えている。
昭和二十年、ハルビン中学校に入学したところで終戦を迎えた。引き上げの際にソ連兵に逮捕されるのを逃れるため中国人の扮装をして列車に乗り込むもソ連兵の検閲に遭う。父・秋治郎は緊張のあまり日本人と答えてしまうが、透が咄嗟の機転を利かせて中国語で「中国人、中国人、この人は耳が聞こえないのだ」と必死の説得をし、金品も渡して難を逃れた。父・秋治郎は官僚かつ医師であったので日本人であることが知られた場合はほぼ必ず逮捕されるという過酷な状況にあった。しばらく大連に滞在し、父・秋治郎も医師として病院に就くも、身の危険に備えて、母の旧姓の越山を名乗って過ごす。大連三中の中学生として過ごした昭和二十一年、帰国引き揚げが始まり、その年の年末に佐世保に無事帰港した。その後、一家は秋田県大館市、北海道夕張市と父の転勤先についていった。そのころ新制高等学校制度がはじまる。年齢で言えば透は高校二年生に編入されるはずが、ロシア語と中国語しか勉強しておらず、英語を勉強していなかった。そのため一学年下の学年に編入されたことで透は「何くそ！」と奮起した。高校では立候補して生徒会長も務め、サッカー部でも活動し、音楽部でも活動する活発な青年だった。そのとき音楽部に在籍していた後輩の女子学生が後の透の妻になる人物であった。
北海道医学部進学を決めたのは、父・秋治郎の友人で北大医学部病理学教授のすすめによるもので、透は敗戦による悔しさから世界に通用する研究者になりたい、世界を見返してやるという気持ちでいた。卒後は北大大学院に進み、神経病理学教室に籍を置いた。電子顕微鏡による病理研究を続けていた透はやがて東京の神経研究所にも出入りするようになった。その時既に既婚者であったが、周囲の反対を押し切って単身で上京、正式に神経研究所の所員となる。また、教官の内村祐之の提案「病理研究だけでなく、臨床経験も積むべきである」という助言に従って透は東大医学部精神科医局に入局し、病理研究と同時に臨床医療の道を歩き始めた。
昭和四十五年、父・秋治郎が夕張保険所長を定年退官し、余生を東京の開業医として過ごそうと昭和四十六年、新宿初台にクリニックを開業。しかし開業後わずか4年で逝去。翌年、父・秋治郎の残したクリニックを継ぐことを決意して本格的な臨床医療をはじめた。
昭和五十八年頃より、著書を書き始め、また平成元年からは自費出版でも「関谷透のメンタルヘルスシリーズ」としてプラネット出版(現在の丸善プラネット、自費出版会社）から著作を出し始める。このことによりマスコミからも注目を集め、平成三年からの2年間、NHK「疲労回復テレビ」にホームドクターとして出演し高い認知度を得る。
その後も関谷は新聞、雑誌、テレビ、ラジオなどに散発的に出演し、うつ病や睡眠障害などについてたびたび投稿、コメントを残していた。
平成二十三年(2011年)、東日本大震災の時は関谷はちょうど診療中であった。関谷の予測通り1カ月後からこころを病む患者が急増した。
平成二十四年に最後の著書、回顧録「わが歩みし「心医師」の道」を自費出版した。関谷の診療するクリニックのHPは、平成二十六年まで存在したが、平成二十七年には閲覧ができなくなり、その頃に医業を引退したものと思われる。
平成二十八年、死去。
関谷初台クリニックは、初台クリニックに名前を変え、実娘の関谷秀子(精神科医、法政大学教授)が引き継ぎ、診察に当たっている。

## 家族
- 実父 - 関谷秋治郎。医師、病理学者。満州医科大学一期生。満州では官史も任命された。終戦後は秋田、北海道と転勤し、最後は夕張保険所長で定年退職。昭和五十年、七十三歳にて死去。
- 実娘 - 関谷秀子。精神科医。法政大学教授。

### 勤続疲労
関谷透が提唱した概念。日航機墜落事件の原因が「金属疲労」によるものと報告されたのを受け、40代は勤続疲労が出る年代とし、いい休み方と悪い休み方の違いについて述べている(著書「積極的休養のすすめ」)

### 〇〇症候群
日曜日の夕方にアニメ「サザエさん」「ちびまるこちゃん」を見ると憂鬱になることをサザエさん・ちびまるこちゃん症候群と著書で命名している(著書 ストレス・ウォーズ)。また、仕事が終わっても家に帰りたくない、帰れないお父さんたち帰宅恐怖症症候群と命名した。複数の著書の中で約30ほど〇〇症候群と命名しているがそのほとんど全てが学会で認められた医学専門用語では無い。しかし一般に会話の中で使われている場合がある。(燃えつき症候群など)

### ナイトホスピタル
関谷透が日本で初のナイトホスピタル(一晩入院)を開始したと自著で述べている(1999 帰宅拒否 いい父親ほど心を病む）関谷の診察する診療所では19床の入院施設があった。しかし、入院加療は一般的な治療行為であり、関谷の言う「ナイトホスピタル」が特別な医療行為を指すものでは無い。

## 経歴
北海道大学医学部卒業、同大学院修了。1962年医学博士。東京大学医学部精神医学教室入局。初台関谷クリニック院長。日本精神神経学会評議員、日本外来臨床精神医学会顧問、東京都各科医会協議会顧問、東京都医師会精神保健検討委員長。臨床精神医学・精神保健・心身医学が専門。

## 著書
- 『女性アルコール症候群 酒に飲まれるキッチン・ドリンカー』展転社 1983
- 『信長や家康もノイローゼあなたは大丈夫?』北隆館 1985 医学の知識の本
- 『ビジネスマンのための心のクリニック 90のQ&Aでズバリ答える』経林書房 1985
- 『お父さんは、もう帰れない! 帰宅恐怖症候群』プラネット出版(自費出版) 1989
- 『お母さんは、もうがまんできない! 空の巣症候群』プラネット出版(自費出版) 1990 関谷透のメンタルヘルスシリーズ
- 『月曜日の頭痛を止める本 7日間の心身リズム活用法 心配症から逃げるな!』ベストセラーズ・ワニの本 1990 「月曜の頭痛を止める本」ぶんか社文庫
- 『ぼくは、もう笑えない! 子どもストレス症候群』プラネット出版(自費出版) 1990 関谷透のメンタルヘルスシリーズ
- 『お父さんの心がわかる本 円満家庭への第一歩』独楽書房 1991
- 『積極的休養のすすめ 勤続疲労を吹きとばせ』ごま書房 1991 フロムフォーティズ
- 『ストレス・ウォーズ あなたも、あなたの家族も心の病に蝕まれている』現代書林 1992
- 『ストレス症候群再生へのカルテ サラリーマン・OL・パート主婦』佼成出版社 1993
- 『ビジネスマンの「マインドヘルス読本」』時事通信社 1993
- 『精神保健サマリーノート』文光堂 1994
- 『「仕事病」に克つ本 ビジネスマンのための現代医学情報』講談社 1995
- 『いろはストレス解消法』書苑新社 1996
- 『こころの体操』廣済堂出版 1998
- 『帰宅拒否 いい父親ほど心を病む』PHP研究所 1999
- 『「中年の危機」に克つ人負ける人』講談社 1999 The new fifties 黄金の濡れ落葉講座
- 『うつ病』主婦の友社 2000 よくわかる最新医学
- 『「うつ」かなと思ったら読む本 「ゆううつ」を「うつ」にしないために』日本文芸社・日文新書 2002
- 『父親受難 父と子のメンタルケア』2002 講談社+α新書
- 『「うつ」の考え方、治し方が新しくなった!』主婦の友社 2003
- 『休み上手になる本 心身をリフレッシュさせる休養のコツ』実務教育出版 2005
- 『「うつ」かなと思ったら読む処方箋 紙一重で「ゆううつ」を「うつ」にしない方法』日本文芸社・パンドラ新書 2006
- 『うつ病の最新治療 よくわかる最新医学』主婦の友社 2012
- わが歩みし「心医師」の道 文藝春秋企画出版(自費出版) 2012

## テレビ出演
- 疲労回復テレビ NHK,1993-1995

その他、複数の番組で精神科医としてのコメント、見解を述べた。

## 共著
- 『職場と心の健康 具体例を通して』平井富雄共著 金原出版 1983 新臨床医学文庫
- 『目でみる精神医学』平井富雄共著 文光堂 1989

## 参考
- http://bookweb.kinokuniya.co.jp/htm/4072843512.html
- https://web.archive.org/web/20140225084657/http://www.hatsudai-sekiya.com/ (HPのwayback machineによるアーカイヴ）
- https://booklog.jp/users/hatsudaisekiya (関谷透氏の著作本棚)